# Yolande de Bourgogne
 (juin 2017).
Yolande de Bourgogne, née en décembre 1247, morte le 2 juin 1280, est une comtesse de Nevers de 1262 à 1280, fille d'Eudes de Bourgogne, comte de Nevers, d'Auxerre et de Tonnerre et de Mathilde II de Bourbon.

## Mariages et descendance
Elle épouse en premières noces en juin 1265 Jean Tristan de France (1250-1270), comte de Valois, fils de Saint-Louis et de Marguerite de Provence. Ce prince partit en 1270 avec la huitième croisade et mourut à Tunis de dysenterie. Ils n'avaient pas eu d'enfants.
Yolande se remaria ensuite à Auxerre en mars 1272 avec Robert III de Dampierre (1249-1322), seigneur de Béthune puis comte de Flandre en 1305. Celui-ci en 1280, accusant Yolande d'avoir empoisonné son fils Charles, issu de son premier mariage avec Blanche d'Anjou, la fait étrangler.
Yolande avait eu de son second mariage :
- Louis (1272-1322), comte de Nevers et de Réthel ;
- Robert (mort en 1331]), sire de Marle et de Cassel, épouse (1323) Jeanne de Bretagne (1296-1364), fille d'Arthur II, duc de Bretagne, et de Yolande, comtesse de Montfort, d'où : 
  - Jean, sire de Cassel (mort en 1332),
  - Yolande (1331-1395), épouse Henri IV de Bar ;
- Jeanne (morte en 1333), mariée en 1288 avec Enguerrand IV de Coucy (mort en 1310), seigneur de Coucy et vicomte de Meaux ;
- Yolande (morte en 1313), mariée vers 1287 à Gautier II d'Enghien (mort en 1309) ;
- Mathilde, mariée vers 1314 à Matthieu de Lorraine (mort en 1330), seigneur de Warsberg.